# Viola Turpeinen
Viola Irene Turpeinen, född 15 november 1909 i Champion, död 26 december 1958 i Lake Worth, Florida, var en amerikafinländsk dragspelare, som nådde stor popularitet i Amerika på 1920- och 1930-talen. Hon betraktas fortfarande som en av sin tids främsta dragspelare och en av de mest ihågkomna amerikafinländska artisterna någonsin. Turpeinen var kusin till musikern Jingo Viitala.
Turpeinen var dotter till gruvarbetaren Albert Turpeinen och Signe Viitala. Fadern var född i Kivijärvi. När Turpeinen var liten flyttade familjen till Iron River och i fjortonårsåldern började hon spela dragspel vid den italienska mötesplatsen Bruno Hall. 1926 blev hon elev till musikern John Rosendahl, som tillsammans med Turpeinen och dragspelerskan Sylvia Polso bildade en turnerade trio. Det var för övrigt under deras vistelse i Cape Ann, som sångaren Antti Syrjäniemi hörde Turpeinen spela och skildrade hennes talang i kupletten Viola Turpeinen tanssit Kiipillä.
1928 började trion göra skivinspelningar i New York och de gjorde inspelningar vid upprepade tillfällen både för Columbia och Victor. 1932 avled Rosendahl, varefter Turpeinen anslöt sig till Antti Kosolas och William Syrjäläs orkester på femte avenyn. Turpeinen gifte sig med William Syrjälä den 9 juni 1933 och de båda gjorde inspelningar ännu på 1940- och 1950-talen, fastän den amerikafinländska skivmarknaden nästan avstannat helt efter mitten av 1930-talet. Turpeinen gjorde sina sista skivinspelningar 1952 och hade då gjort sammanlagt åttiofyra inspelningar. Makarna flyttade 1952 till Lake Worth, där Turpeinen avled av cancer 1958.

## Skivinspelningar[5]
| Datum            | Sånger | Ackompanjemang                  |
| ---------------- | --- | ------------------------------- |
| 11 januari 1928  | Hollolan polkka Hämärä sottiisi Kulkurin serenadi Vanhanmaan sottiisi | John Rosendahl                  |
| 20 januari 1928  | Jäähyväisvalssi Violan polkka | John Rosendahl                  |
| 30 januari 1928  | Emman valssi Jukan sottiisi Kauhavan polkka Penttilän valssi | John Rosendahl                  |
| 19 november 1928 | Hanurimarssi Pääskysvalssi | John Rosendahl                  |
| 20 november 1928 | Hymy huulilla Ihanne valssi Jalasjärven polkka Violan mazurka Suomi sottiisi | John Rosendahl                  |
| 7 maj 1929       | Viulupolkka Mustalaisen sottiisi Soittajan polkka | John Rosendahl                  |
| 10 maj 1929      | Ihana maa Kaustisen polkka Tähtivalssi | John Rosendahl                  |
| 3 augusti 1931   | Iloiset päivät Kaikuja tanssisalista Mikkelin polkka Neuvoja naimattomille | Sylvia Polso och John Rosendahl |
| 18 juni 1934     | Tip top hambo Paukalo polkka Ahvenamaan sottiisi Asikkalan polkka Hey stop Surun kaiho yö | Viola Turpeisen Trio            |
| 24 oktober 1938  | Kahden venheessä Unelmavalssi |                                 |
| 1953             | Carls waltz Ellin polkka Finnish Swedish schottish It's raining and snowing Kullalleni minä kahvia keitän Kuunvirran sillalla Meillä ei kotia täällä Meinasin meinasin Tähti ja meripoika Two row accordion Tulla tullallaa Sydämestäni rakastan Saarijärven Liisa |                                 |
| 1950-talet       | All my love Anniversary song Arholma valssi Vingelska Kauhava in action Working bee Woods of Finnland Together Clap hands Corvette hambo Heinä aika Echoes of the barn dance Lea schottishe Everybody's waltz Lapsuuden toverille Kulkurin valssi Finnish schottish Janies polka Shake your fingers Jolly fellow Jouluyö ja juhlayö Riemuitse mielen Scandinavian folk dance Sinulle rakastain sävel soi Sinua minä kaipaan Kesäillan valssi Svens hambo Ullas hambo Good time polka Harlem Iloiset tytöt Kodin kynttilät Let's polka Mustalainen New years hamb Nikolina Oleana polka |                                 |